# 광명역 센트럴 자이
광명역센트럴자이(영어: Gwangmyeong Station Central Xi)는 대한민국 경기도 광명시 일직동에 위치한 주상복합 단지이다. 최고층은 40층이며 2018년 12월에 완공되었다. 7개 동으로 구성되어 있고 세대수는 1,005세대이다. 건설사는 (주)지에스건설이머 세대당 주차대수는 1.33대이다. 내부 시설은 지하 1층에 자이안센터가 마련되어 있다. 커뮤니티센터인 자이안센터에는 피트니스센터, GX룸, 실내골프연습장, 탁구장, 샤워실, 작은도서관, 독서실, 입주자회의실 등이 있다. 2015년 12월 분양 당시 단지명은 광명역파크자이2차였으나 2018년 12월 단지명이 광명역센트럴자이로 변경되었다.

## 학구
- 빛가온초등학교